# Universität Damaskus
Die Universität Damaskus (arabisch جامعة دمشق, DMG Ǧāmiʿat Dimašq) ist eine staatliche Universität in Damaskus und mit über 85.000 Studenten und 2.000 wissenschaftlichen Mitarbeitern die größte Universität in Syrien.

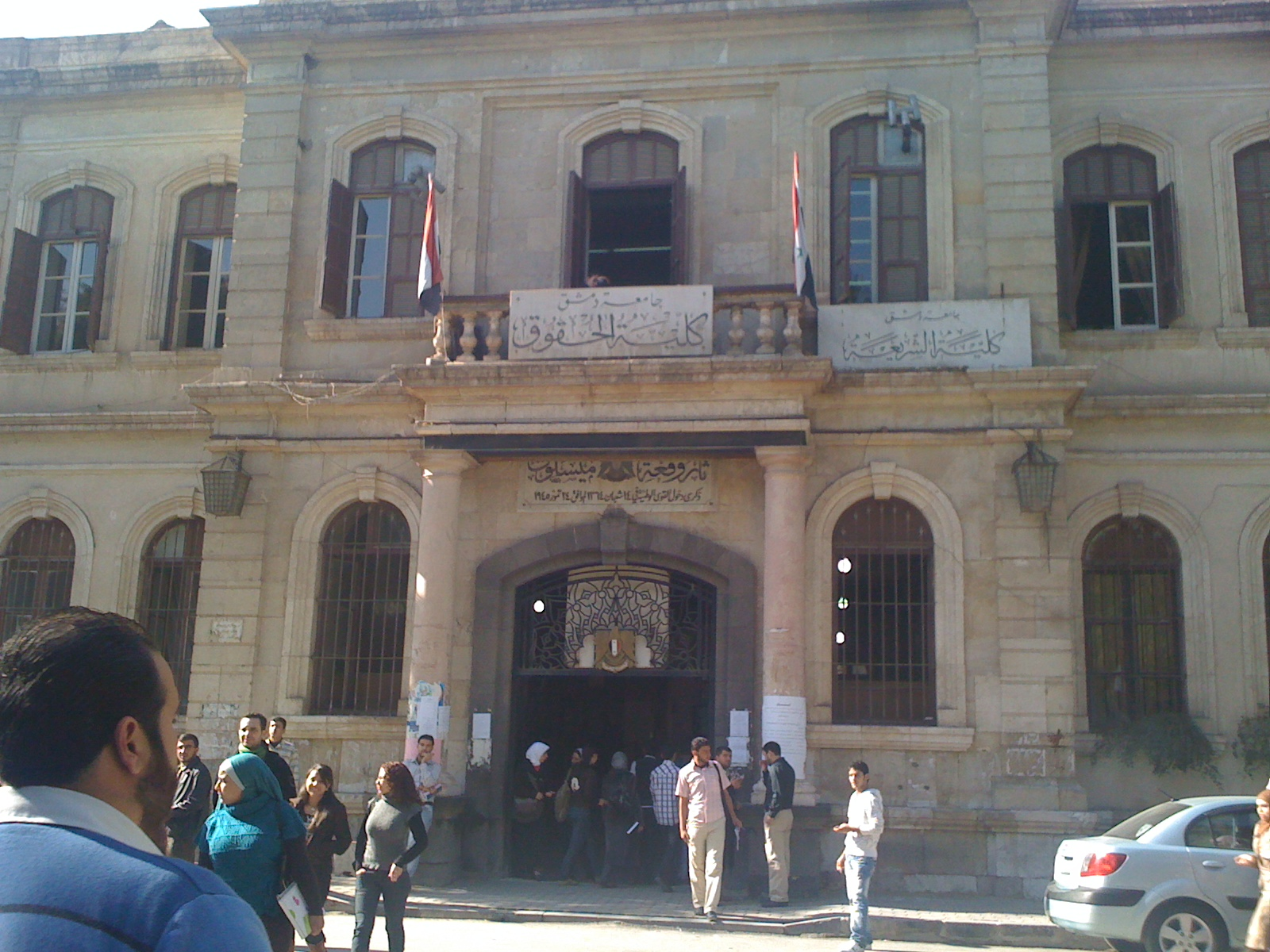
Fakultät für Rechtswissenschaften

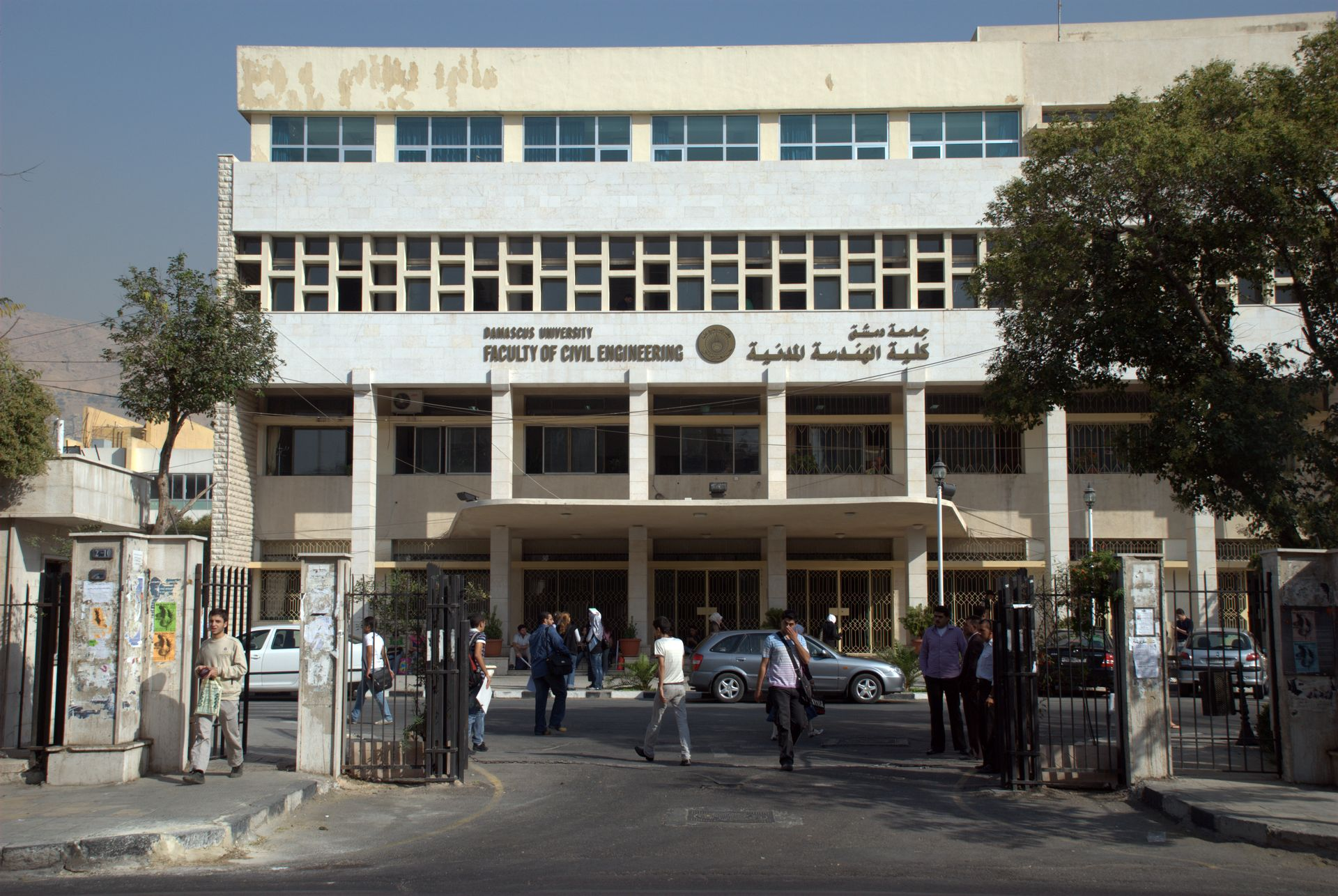
Fakultät für Bauingenieurwesen

## Geschichte
Die Universität Damaskus ist die älteste Universität des Landes. Sie entstand 1923 durch den Zusammenschluss einer Medizin- (gegründet 1903) und einer Rechtsschule (gegründet 1913). Bis zur Gründung der Universität Aleppo im Jahre 1958 wurde sie als Syrische Universität bezeichnet und gliedert sich heute laut ihrer Website in 19 Fakultäten. Die einzelnen Fachbereiche sind in Gebäuden auf beiden Seiten der Filasteen-Straße im Zentrum der Neustadt untergebracht.
- Fakultät für Literatur und Geisteswissenschaften
- Fakultät für Medien
- Fakultät für Agrarwissenschaften
- Fakultät für Tourismus
- Fakultät für Architektur
- Fakultät für Politikwissenschaften
- Fakultät für Bauingenieurwesen
- Fakultät für Bildende Kunst
- Fakultät für Angewandte Wissenschaften
- Fakultät für Informatik
- Fakultät für Maschinenbau- und Elektroingenieurwesen
- Fakultät für Medizin
- Fakultät für Zahnmedizin
- Fakultät für Naturwissenschaften
- Fakultät für Pädagogik
- Fakultät für Pharmazie
- Fakultät für Rechtswissenschaften
- Fakultät für Schari'a (Islamisches Recht)
- Fakultät für Wirtschaftswissenschaften

Die Studiengänge werden fast ausschließlich in arabischer Sprache unterrichtet. Das angegliederte Institut für arabische Sprache bietet Sprachkurse für nicht Arabisch sprechende Ausländer an.